# Rugiowie

Mapa zamieszkania ludów germańskich ok. 50 r. n.e.

Rugiowie – plemiona germańskie w starożytności zamieszkujące m.in. wyspę Rugię, swe najdawniejsze siedziby mające prawdopodobnie w zachodniej Norwegii (Rōgiland).

## Historia
W II wieku p.n.e. na ziemi chełmińskiej wykrystalizowała się lokalna grupa kultury przeworskiej, wzdłuż Wisły na północ przenikały grupy ludności niosącej ze sobą wytwory w stylu "latenizującym" (kultura lateńska). Na Pomorzu Zachodnim istniała grupa lokalna kultury jastorfskiej. W pierwszej połowie I wieku p.n.e. nastąpiła migracja z Pomorza Zachodniego na słabo zaludnione Pomorze Środkowe (co pociągnęło za sobą wyludnienie obszaru źródłowego). Do tej migracji dołączyła również ludność ziemi chełmińskiej. Integracja tych grup spowodowała powstanie kultury oksywskiej. Procesy te są najprawdopodobniej odbiciem wędrówki plemion wczesnorugijskich z ich siedzib u ujścia Odry i wysp: Rugii i Uznamu na wschód, przy dużym udziale w nowym osadnictwie ludności staroeuropejskiej (Wenetów?, która przetrwała w ziemi chełmińskiej i na dolnym Powiślu do ok. 200 roku n.e., kiedy to prawdopodobnie została ostatecznie wchłonięta przez Germanów, choć jej resztki mogły dotrwać do schyłku starożytności – Vidivariowie).
Opustoszałe tereny Pomorza Zaodrzańskiego i Rugii zostały ponownie zasiedlone w początkach n.e. Decydującą rolę w tym procesie odegrała ludność (rugijska?) pozostała na Nizinie Szczecińskiej, choć niewykluczony jest udział tzw. pierwszej fali migracji Gotów. Grupa gustowska, która powstała w wyniku tych procesów, obejmowała obszar wybrzeża od Półwyspu Darsin (Darss) po wschodni skraj Niziny Szczecińskiej i dolną Parsętę oraz Rugię. Ośrodek władzy na tym terytorium zlokalizowany w Lubieszewie (starożytny Rugion?) był jednym z najstabilniejszych w tej części Europy.
Przybycie Gotów w I wieku n.e. na Pomorze spowodowało być może pewnego rodzaju uzależnienie polityczne wolnych dotąd Rugiów (prawdopodobnie wschodniego ich odłamu – Ulmerugiów, których należy lokalizować na terenie kultury wielbarskiej – powstałej w początkach n.e. na podłożu kultury oksywskiej). Według źródeł pisanych Rugiowie nie należeli, najpewniej, ani do Wandiliów (Wandalowie), ani do "związku lugijskiego" (Lugiowie). Nastąpiła zarazem asymilacja kulturowa zwycięskich Gotów w obrębie kultury wielbarskiej. Rugiowie w tym czasie, według Tacyta, a także pokrewni im chyba Lemowiowie, znani byli z używania krótkich mieczy (jednosiecznych – co potwierdzają znaleziska archeologiczne datowane już od pierwszej połowy I w. p.n.e.) oraz okrągłych tarcz i silnej władzy królewskiej.
Po migracji Gotów na południowy wschód (w końcu II wieku n.e.) pozostała ludność Pomorza Zachodniego związała się bardziej z Zachodem i Północą. Było to spowodowane najprawdopodobniej bliskością etniczną plemion zamieszkujących te obszary. Swego rodzaju powrót do nadodrzańskich korzeni wiązał się również z napływem nowych osadników z zachodu (powstaje tzw. grupa dębczyńska).
W początku V wieku n.e. Rugiowie (raczej ich część) nieznanym szlakiem wędrują nad środkowy Dunaj, gdzie stają się zależni od "państwa" Hunów. Pod koniec V wieku n.e. (487) wybucha konflikt Rugiów z nowym władcą Italii Odoakrem. Rugiowie zamieszkiwali wówczas tereny na północ od Noricum. Odoaker przyprowadziwszy ze sobą zjednoczone wojska Turcylingów, Herulów i części Rugiów (najwidoczniej w plemieniu nastąpił rozłam) oraz wojska pochodzenia italskiego, pobił wojowników króla Feletusa (Fewy) i uśmiercił jego samego, po czym spustoszył kraj, a wielu jego mieszkańców wziął w niewolę. Wtedy do naddunajskiego Rugilandu przybyli z północy Langobardowie, przesiedleni w dużej liczbie z terenu Czech przez Herulów, którzy korzystając z zamętu po upadku sprzymierzonych z cesarstwem państw Swebów, Skirów, Sarmatów, panońskich Gotów i Rugiów rozszerzali swoją władzę we wszystkich kierunkach. Longobardowie mieli osłaniać zachodnią flankę herulskiego władztwa przed Alamanami i Turyngami. Taki był koniec plemienia Rugiów. Jakaś jego część zapewne pozostała na Pomorzu (najpóźniej do około połowy V wieku n.e.). Prawdopodobnie resztki Rugiów przetrwały w zachodniej części ich dawnego terytorium i przekazały swe imię nowym przybyszom ze wschodu – słowiańskim już Rujanom (Rugion; wymawiany [Ruijion?]).
Być może to właśnie Rugiowie zapisali się w mitologii pomorskiej (kaszubskiej i kociewskiej), w określeniu na olbrzyma – "Rugan".